# Bruno Skibbe (Grafiker)
Bruno Hans Skibbe (geboren 8. Juni 1906 in Rixdorf bei Berlin; gestorben 1975 in Braunschweig) war ein deutscher Schriftsetzer, Typograf und Grafiker, der insbesondere Buchillustrationen und Holzschnitte sowie Exlibris anfertigte.

## Leben
Seine künstlerische Ausbildung begann Skibbe als Schriftsetzer. 1923 beendete er seine Ausbildung an der Staatlichen Akademie für graphische Künste und Buchgewerbe Leipzig. Von 1929 bis 1932 besuchte er Kurse zur Buchtechnik und -gestaltung beim „Bildungsverband Deutscher Buchdrucker“, hier beeinflusste ihn vor allem der Typograf Curt Reibetantz. Seit 1932 lehrte er selbst Typografie und Grafik am „Technikum für Buchdrucker“ in Leipzig; im selben Jahr besuchte er an der Akademie für graphische Künste und Buchgewerbe Meisterklassen bei Georg Belwe und Hans Alexander Müller. Ab 1935 war er Lehrer an der Berliner Meisterschule für Graphik und Buchgewerbe. Von 1930 bis 1939 arbeitete er für Industriebetriebe und Buchverlage, vor allem für die Büchergilde Gutenberg. Im Zweiten Weltkrieg zeichnete er in Athen und auf Rhodos Wetterkarten für die deutsche Kriegsmarine. In Ägypten geriet er in britische Gefangenschaft; in diesem Lager unterrichtete er die Mitgefangenen im Zeichnen und in Schriftkunde; für englische Pubs gestaltete er Wände. Nach dem Krieg, nun wieder in Deutschland, arbeitete er weiter als Buchgestalter und Typograf. Von 1947 bis 1950 beriet er den „Verlag des Druckhauses Tempelhof“ in Berlin. Von 1950 bis 1963 lehrte Skibbe an der Werkkunstschule in Braunschweig.
1953 gehörte Skibbe zu den Gründungsvätern der „International Association of Wood Engravers“, XYLON.
Eine nahe Beziehung verband Skibbe mit der Familie Borek, sowie mit Georg Eckert, den er nach eigenen Angaben am Kriegsende bei seiner Flucht vor den Alliierten und ihrem Kontakt zur ELAS kennen gelernt hatte. Entsprechend illustrierte Skibbe seit den 1950er Jahren dessen Verlagsprodukte, insbes. das Cover für das Archiv für Sozialgeschichte stammt von ihm.
Ausstellungen seiner Werke waren in Paris, London, Rom, New York, Chicago, Tokio und in Peking zu sehen.

## Werke
- Der kluge Bauer und der Teufel. Eine Fabel. In: Jacob Grimm, Wilhelm Grimm (Hrsg.): Kinder- und Hausmärchen. Staatliche Akademie für graphische Künste und Buchgewerbe, Leipzig 1930.
- André Demaison: Die Komödie der Tiere. Illustration, Initialen, Ausstattung: Bruno Skibbe, Buchdruckwerkstätte, 1932.

Seine zahlreichen Kunstprodukte findet man in Buch-Antiquariatskalogen, vor allem unter „Büchergilde Gutenberg“
- Hebriden. Eine Inselfahrt. Text und Holzschnitte von B. Skibbe. Werkkunstschule, Braunschweig 1955.
  - Eberhard Hölscher, Notiz zu einer frühen Aufl., in: Gebrauchsgraphik. International Advertising Art, Phönix Illustrationsdruck und Verlag, Berlin 1933, S. 71
- Mitarbeit an Kunst und Leben 1938. Ein Kalender mit Original-Zeichnungen und Holzschnitten deutscher Künstler und mit Gedichten und Sprüchen deutscher Dichter. 30. Jg. (Heyder, Berlin-Zehlendorf 1937). Deckblatt Josua Leander Gampp. 100 Blätter mit Zeichnungen und Holzschnitten, davon 14 Originale; Künstler Max Brückner, Gunter Böhmer, Cissarz, F. H. Ehmcke, Fidus, Fritz Erler, Hans Fischer, Bruno Héroux, Heinrich Ilgenfritz, Walther Klemm, Hans Meid, Hanna Nagel, Wilhelm Repsold, Skibbe, Erwin Weiß u. a. Jeweils ein literarischer Beitrag, Gedichte, Sinnsprüche, von Rudolf Binding, Hans Friedrich Blunck, Hans Carossa, Hermann Hesse, Martin Kessel, Kurt Erich Meurer, Anton Schnack, Friedrich Schnack, Hermann Stehr u. a.